# Allan Kozinn
Allan Kozinn, né le 28 juillet 1954 à New York (États-Unis), est un journaliste, critique musical et enseignant américain.

## Biographie
Kozinn obtient un baccalauréat en musique et en journalisme de l'Université de Syracuse en 1976. Il commence à travailler en 1977 comme indépendant en tant que critique et chroniqueur musical pour le New York Times et rejoint l'équipe du journal en 1991. Avant de rejoindre le Times, il a collaboré à la rédaction des magazines High Fidelity et Keynote, et contribue fréquemment à Guitar Player, Keyboard, Pulse et à d'autres publications. Il est également le premier critique musical du New York Observer. Kozinn écrit plusieurs livres, dont Guitar: The History, the Music, the Players (1984), Mischa Elman and the Romantic Style (1990), The Beatles (1995) et Classical Music: A Critic's Guide to the 100 Most Important Enregistrements (2004).
Kozinn rejoint la faculté de l'université de New York en 2004, où il enseigne la critique musicale, la littérature musicale baroque et donne des cours sur les Beatles. Il prodigue également un cours d'histoire de l'interprétation musicale à la Juilliard School.
En septembre 2012, le New York Times réaffecte Kozinn de ses anciennes fonctions de critique de musique classique au reportage culturel général, ce qui suscite la controverse à l'époque. En décembre 2014, dans le cadre de la dernière série de licenciements et de rachats du journal, Kozinn quitte le Times.
Kozinn est marié à l'écrivaine Paula Brochu. Le couple réside à Portland, dans le Maine.